# John F. Forrest

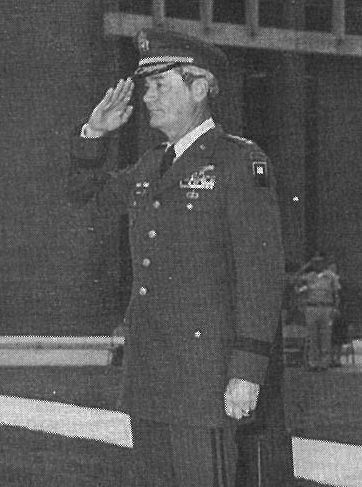
General John F. Forrest übernimmt das Kommando der Ersten US-Armee in Fort Meade, Maryland, Oktober 1979.

John Franklin „Jack“ Forrest (* 20. Juni 1927 in Mexia, Limestone County, Texas; † 27. Mai 1997 in Colorado Springs, El Paso County, Colorado) war ein Generalleutnant der United States Army.
John Forrest war ein Sohn von Robert E. Forrest und dessen Frau Gertrude Klug. Er war ein Nachfahre des Südstaaten Generals Nathan Bedford Forrest (1821–1877). Sein Vater war während des Ersten Weltkrieges Pilot und wurde im Einsatz verwundet. Sein Bruder Robert geriet während des Zweiten Weltkriegs in deutsche Kriegsgefangenschaft. Nach seiner Schulzeit durchlief John zwischen 1945 und 1949 die United States Military Academy in West Point. Nach seiner Graduation wurde er als Leutnant in das US-Heer aufgenommen. In der Armee durchlief er anschließend alle Offiziersränge bis zum Dreisterne-General.
Im Lauf seiner langen militärischen Karriere absolvierte John Forrest verschiedene Schulen und Kurse. Dazu gehörten unter anderem der Infantry Basic Course, die University of Wisconsin–Madison, wo er das Fach Journalismus studierte, der Infantry Advanced Course und das United States Army War College.
Anfang der 1950er Jahre wurde Forrest nach Korea versetzt, wo er am dortigen Krieg teilnahm. Dort war er unter anderem als Zugführer einer Kompanie eingesetzt. Er nahm an einigen Gefechten teil und wurde für seine Tapferkeit mit mehreren Orden ausgezeichnet.
In den folgenden Jahren versah Forrest verschiedene Aufgaben an verschiedenen Standorten in den Vereinigten Staaten, aber auch in Deutschland. Zwischenzeitlich war er auch als Stabsoffizier unter anderem im Pentagon tätig. Im Jahr 1967 wurde er Bataillonskommandeur im 187. Infanteriergiment. Mit dieser Einheit war er nach Unruhen in Detroit an der Aufrechterhaltung der Ordnung beteiligt. Später wurde er mit seiner Einheit im Vietnamkrieg eingesetzt. Dort blieb er mit einer Unterbrechung bis zum Jahr 1971. Ähnlich wie in Korea erhielt er erneut mehrere Auszeichnungen für sein Verhalten.
Nach seiner Rückkehr in die Vereinigten Staaten wurde John Forrest zur 2. Panzerdivision in Fort Hood versetzt. Dort kommandierte er zunächst eine Brigade und war danach Stabschef der Division. Vom 16. Oktober 1976 bis zum 18. September 1978 kommandierte Forrest die in Fort Carson in Colorado stationierte 4. Infanteriedivision. Danach hatte er von 1979 bis 1981 den Oberbefehl über die 1. Armee. Sein letzter militärischer Posten war der des stellvertretenden Kommandeurs der United States Army Europe (USAREUR) mit Sitz in Heidelberg. Dieses Amt bekleidete er bis 1983. Anschließend ging er in den Ruhestand.
John Forrest verbrachte seinen Ruhestand in Colorado Springs in Colorado. Dort nahm er aktiv am zivilen Leben der Stadt teil und wurde auch für einige Zeit Mitglied im Stadtrat. Außerdem wurde er der erste Geschäftsführer der United States Space Foundation. Zudem war er ein eifriger Unterstützer der Strategic Defense Initiative der Reagan Administration. Seit Juli 1949 war er mit Patricia Smith verheiratet, mit der er zehn Kinder hatte. Er starb am 27. Mai 1997 nach mehreren Schlaganfällen und wurde auf dem Evergreen Cemetery in Colorado Springs beigesetzt.

## Orden und Auszeichnungen
John Forrest erhielt im Lauf seiner militärischen Laufbahn unter anderem folgende Auszeichnungen:
- Army Distinguished Service Medal
- Silver Star
- Legion of Merit
- Bronze Star Medal
- Air Medal
- Purple Heart
- Army Commendation Medal
- Valorous Unit Award
- Meritorious Unit Commendation
- World War II Victory Medal
- Army of Occupation Medal
- National Defense Service Medal
- Korean Service Medal
- Vietnam Service Medal
- Republic of Korea Presidential Unit Citation (Südkorea)
- United Nations Korea Medal (UNO)
- Vietnam Campaign Medal (Südvietnam)
- Combat Infantryman Badge
- Ranger Tab
- Parachutist Badge
- Army Staff Identification Badge